# Ikki Mandara
Ikki Mandara (一輝まんだら) is een historische shonen manga van Osamu Tezuka. Hij werd oorspronkelijk uitgegeven in het Weekly Shonen Sunday tijdschrift van 28 september 1974 tot en met 12 april 1975.
In 2008 werd de strip vertaald naar het Frans door Kana.

## Verhaal
Het verhaal speelt zich af in China anno 1900 en volgt het leven van de Chinese vrouw Sanniang tijdens de Bokseropstand. Sanniang ontvlucht haar dorp op het platteland nadat ze een corrupte tollenaar vermoordde. Ze wordt opgevangen door de Boksers, een gewapende groepering die zich verzet tegen de Qingdinastie en buitenlandse invloeden.